# Trakai
Trakai ( Trakai (?·pàg.)) és una ciutat de Lituània que forma part del territori del Parc Històric Nacional Trakai i és el centre administratiu de la regió. La zona urbana de la ciutat té 11,52 km² d'àrea i és habitada per unes 5.000 persones. La regió administrada des de Trakai corresponent al districte municipal abasta 1.202,74 km² i té 38.200 habitants.

## Geografia

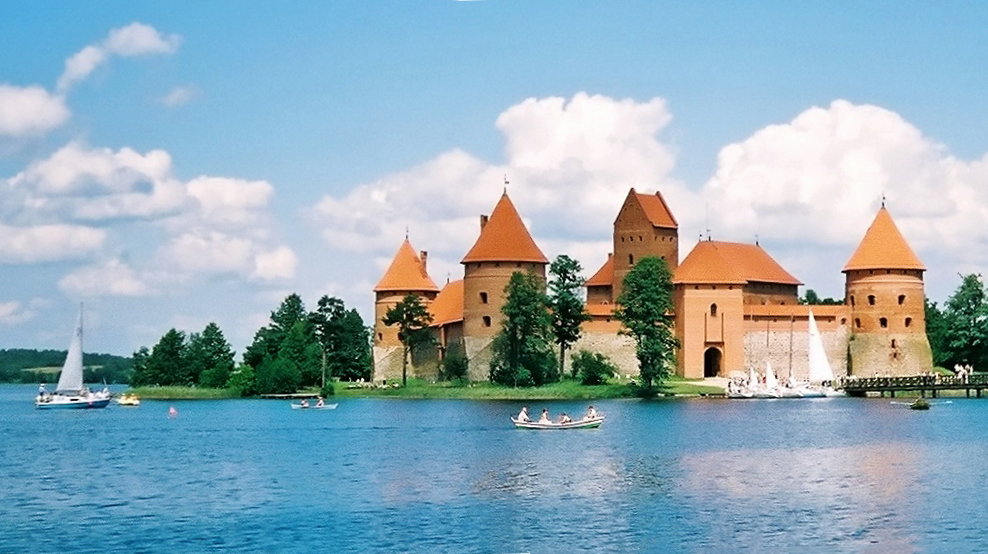
Castell de Trakai

La ciutat es troba a 28 km a l'oest de Vílnius. N'hi ha aproximadament 200 llacs en tota la regió, dels quals el més profund (46,7 m) és el llac Galvė, que conté 21 illes. Galvė abasta una superfície de 3,61 km²; seguit pel llac Vilkokšnis, que ocupa 3,37 km²; i pel llac Skaistis, que ocupa 2,96 km². Existeix, a més a més del Parc Nacional Històric de Trakai, el Parc Regional Aukštadvaris, fundat en el territori de la regió.
El Parc Nacional Històric de Trakai va ser fundat el 23 d'abril de 1991 per preservar Trakai com a centre condicionat de l'estat lituà, així com la seva autèntica naturalesa. És l'únic parc nacional històric no solament a Lituània, sinó també a tot Europa. El territori del parc abasta 82 km², 34 km² dels quals estan coberts per boscos, i 130 km² estan coberts per llacs.
El Parc Regional Aukštadvaris va ser fundat el 1992 per preservar els valuosos paisatges de Verknė i Strėva, en la part alta. L'àrea del parc és de 153,50 km², la major part està cobert per boscos. Hi ha 72 llacs, el més gran dels quals és el Vilkokšnis.
Trakai és una ciutat construïda sobre l'aigua. La ciutat està envoltada, entre d'altres, pels llacs de Lukos (Bernardinų), Totoriškių, Galvė, Akmenos i Gilušio. A Trakai, hi ha una sèrie de monuments arquitectònics, culturals i històrics. El Museu d'Història en el castell es va establir el 1962. Cada estiu hi ha festivals i concerts.

## Història
Els primers assentaments en aquesta zona van aparèixer al primer mil·lenni dC. La ciutat, així com els seus voltants, va començar a desenvolupar-se en el segle xiii, al centre del Gran ducat de Lituània. Segons les cròniques, després de les caceres, el Gran duc Gediminas va descobrir un formós lloc, no gaire lluny de Kernavé, que aleshores era capital, i va decidir construir aquí un castell. Així és com es va edificar el castell, a Senieji Trakai, que des d'aquest moment s'anomenava Trakai. La ciutat de Trakai s'esmenta per primera vegada en alemany a les cròniques de 1337, que es considera com la data oficial de la seva fundació. Quan el Gran duc Gediminas finalment va anar a Vílnius, Senieji Trakai va ser heretat pel seu fill, el duc Kęstutis. Aviat es va desenvolupar un nou títol, el de príncep de Trakai. Aquest és el lloc de naixement d'un dels més famosos monarques de Lituània: Vytautas el Gran.
Durant el regnat de Kęstutis, Naujieji Trakai va esdevenir un lloc de construcció intensiva: un nou castell va ser construït en l'estret entre els llacs Galvė i Lukos, conegut com el castell de la Península, i un altre, conegut com el castell de l'Illa, en una de les illes del llac Galvė. D'altra banda, un poble començava a créixer al voltant del castell. Els enfocaments de Trakai són protegits per Senieji Trakai ('Vell Trakai'), Strėva, Bražuolė, Daniliškės i altres monticles.

### Primers atacs

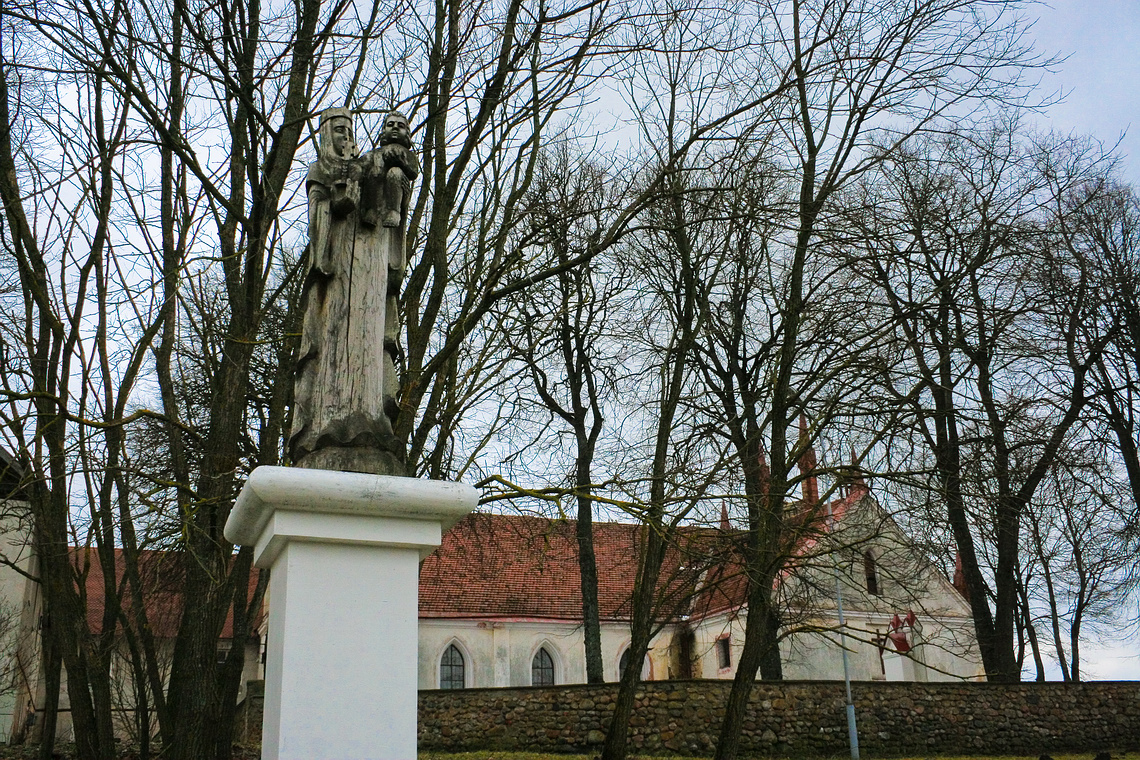
Monument a Vytautas el Gran, prop del seu lloc de naixement

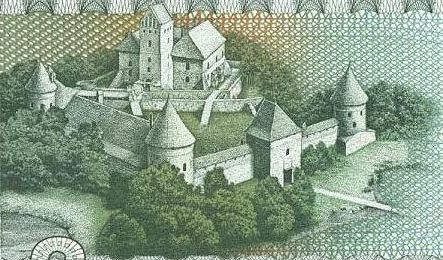
Detall del castell de Trakai en un billet de 2 litas de 1993

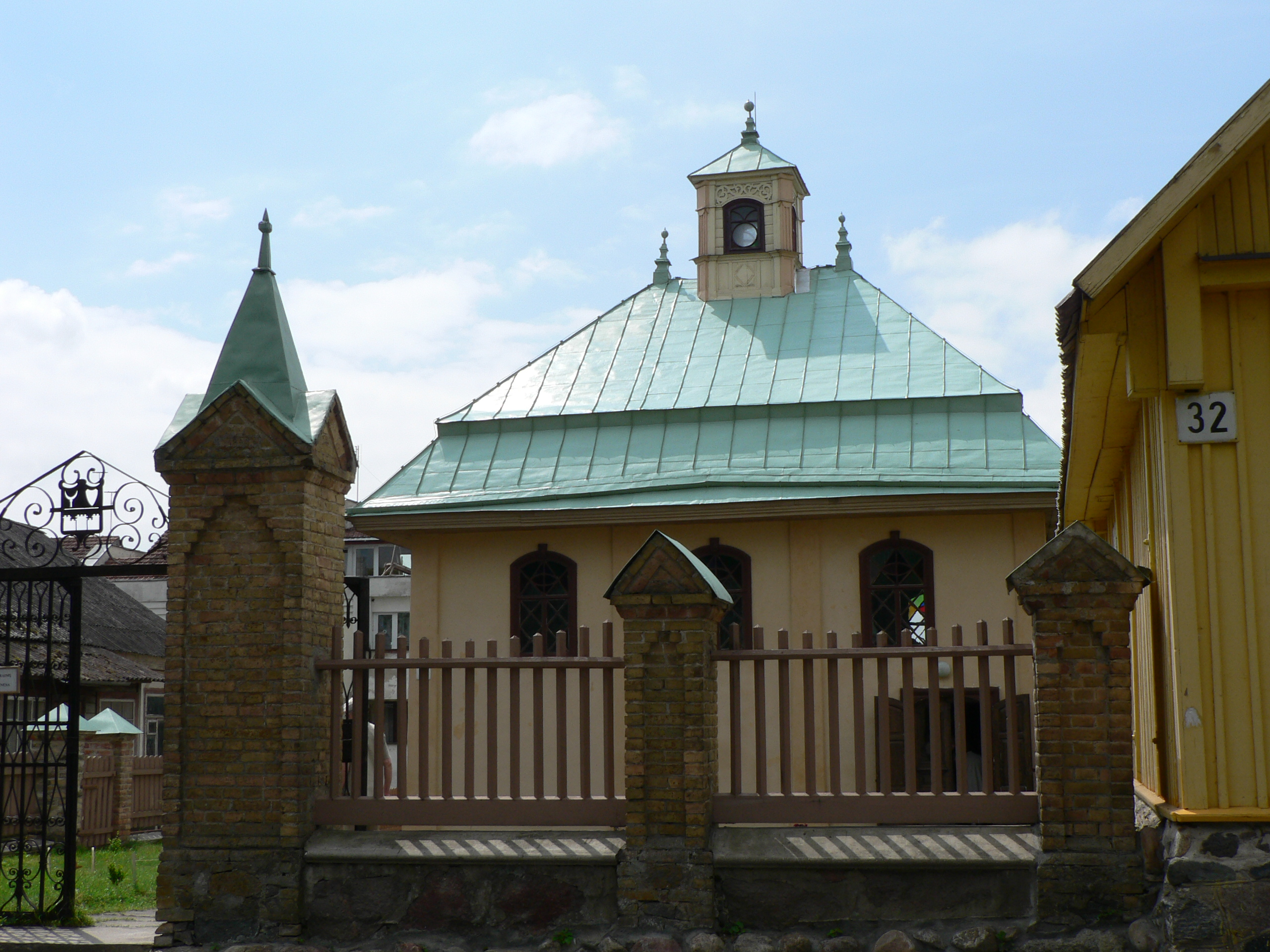
Kenesa (sinagoga) caraïta a Trakai

Els dos castells de fusta van ser reduïts pels cavallers Teutònics, totes les ocasions amb resultats perjudicials. Durant el conflicte entre el Gran duc Jogaila (que es convertiria posteriorment en el rei Ladislau) i Kęstutis, els castells van ser capturats pel primer el 1382. Kęstutis va perdre la vida i Jogaila va donar els castells al seu germà, Skirgaila, que va esdevenir governador de Lituània. Tanmateix, el seu imperi no va durar gaire, ja que els castells van ser capturats novament a l'any següent per forces conjuntes de Vytautas (el fill de Kęstutis) i els Teutònics. Jogaila va reprendre el castell poc després. El 7 d'agost de 1392, després de l'alto el foc entre Jogaila i Vytautas, el castell va ser concedit finalment a aquest últim, que va esdevenir el Gran duc de Lituània, i Jogaila governador. Malgrat ser la seva capital Vílnius, Vytautas passava més temps a Trakai. A començaments del segle xv es va substituir l'estructura antiga, de fusta, amb una fortalesa de pedra.

### Decadència i guerres mundials
La comunitat local caraïta, la columna vertebral de l'economia de la ciutat, va patir molt durant els atacs russos cap a la confederació de Polònia i Lituània, les matances de 1648 i les guerres entre Rússia i Polònia entre 1654 i 1667, quan la ciutat va ser saquejada i cremada. A l'efecte de la guerra amb Moscou el 1655, tots dos castells van ser demolits i la prosperitat de la ciutat finalment es va esfondrar. Les ruïnes del castell continuen sent una fita històrica. El 1680, solament trenta famílies caraïtes es van quedar en la ciutat. Les seves tradicions, inclosa la no-acceptació de persones que havien canviat la seva identitat religiosa, van impedir a la comunitat la recuperació de la seva força. La ciutat va quedar en ruïnes novament a començaments del segle xviii, probablement el 1702, per les guerres de Carles XII de Suècia, i per les consegüents passes de fam i pesta. El 1765 solament 300 caraïtes vivien a Trakai.
Després de les particions de Polònia el 1795, la regió va ser annexionada per la Rússia imperial i va començar a reparar-se i reconstruir-se. El 1915, durant la Primera Guerra Mundial, la zona va ser capturada per Alemanya. Després de la guerra, la ciutat va passar a ser part de Lituània i va ser ocupada per Polònia. Les obres a l'Alt castell estaven gairebé acabades el 1939, quan va començar la invasió de Polònia, i el territori aviat va ser annexat per la Unió Soviètica i després per l'Alemanya nazi. Durant la guerra, més de 5.000 jueus de la regió de Trakai van ser assassinats pels nazis. El 1944, durant l'«operació tempestat», la ciutat va ser alliberada per forces conjuntes de l'exèrcit polonès i partisans soviètics. Després de la Segona Guerra Mundial va ser novament annexada pels soviètics.

### Restauració
El 1905 les autoritats de l'Imperi Rus van decidir restaurar parcialment les ruïnes del castell. Tanmateix, les obres van anar a poc a poc i es van aturar després de l'esclat de la Primera Guerra Mundial. El 1929, Stanisław Lorenz va ordenar la reconstrucció del castell. Les obres a l'Alt castell estaven a punt d'acabar-se el 1939, però la Segona Guerra Mundial hi va intervenir. L'any 1961, la reconstrucció de la part superior del castell i una torre alta de la construcció es van completar. Aleshores, les obres es van interrompre a conseqüència del discurs de Nikita Khrusxov el 21 de desembre de 1960, en el qual el primer secretari soviètic declarava que la reconstrucció del castell seria un signe de la glorificació del passat feudal de Lituània. Les obres a la part baixa del castell no es van reiniciar fins al decenni de 1980 i es van acabar per les autoritats lituanes a començaments de 1990.